# Miroljub Petrović
Miroljub Petrović (Odžaci, 22. veljače 1965.) srpski je pseudoznanstvenik, publicist, youtuber i teoretičar urote. Ravnatelj je Centra za prirodnjačke studije i Instituta za prirodnu medicinu.

## Životopis
Miroljub Petrović je diplomirao na Rudarsko-geološkom fakultetu Sveučilišta u Beogradu, smjer paleontologije, i stekao zvanje diplomiranog inženjera geologije. Zbog njegovih javnih nastupa, u kojima je negirao znanost o geološkim disciplinama, Učiteljsko je vijeće Odjela za paleontologiju 20. lipnja 2000. zaključilo da mu se ne smije dozvoliti stjecanje zvanja magistra geologije. Prekinuo je komunikaciju s Rudarsko-geološkim fakultetom i završio studij u inozemstvu. Godine 2011. doktorirao je filozofiju na Sveučilištu Alexander Ioan Cuza u Iasiu na temu povezivanja znanosti i religije.

## Prijetnje rušenjem nizozemske brane
Godine 2012. Petrović je objavio videosnimku u kojoj se prijeti rušenjem nizozemske brane na Sjevernome moru. Te prijetnje pripisao je „skupini srpskih intelektualaca”. U snimci je iznesen zahtjev Haškom sudu za oslobađanje osuđenih ratnih zločinaca Ratka Mladića, Radovana Karadžića i Vojislava Šešelja iz Scheveningenа. Nedugo nakon toga uhitili su ga pripadnici Službe za borbu protiv organiziranog kriminala (SBPOK-a) Ministarstva unutarnjih poslova Srbije. Petrović je uhićen 10. svibnja 2012. u svojoj kući u Beogradu na zahtjev Nizozemskoga tužiteljstva za borbu protiv visokotehnološkog kriminala, koje ga je sumnjičilo za kazneno djelo ugrožavanja sigurnosti i izazivanja panike. Pri uhićenju nije pružao otpor, a određen mu je 48-satni policijski pritvor.